# Ivo Hélory

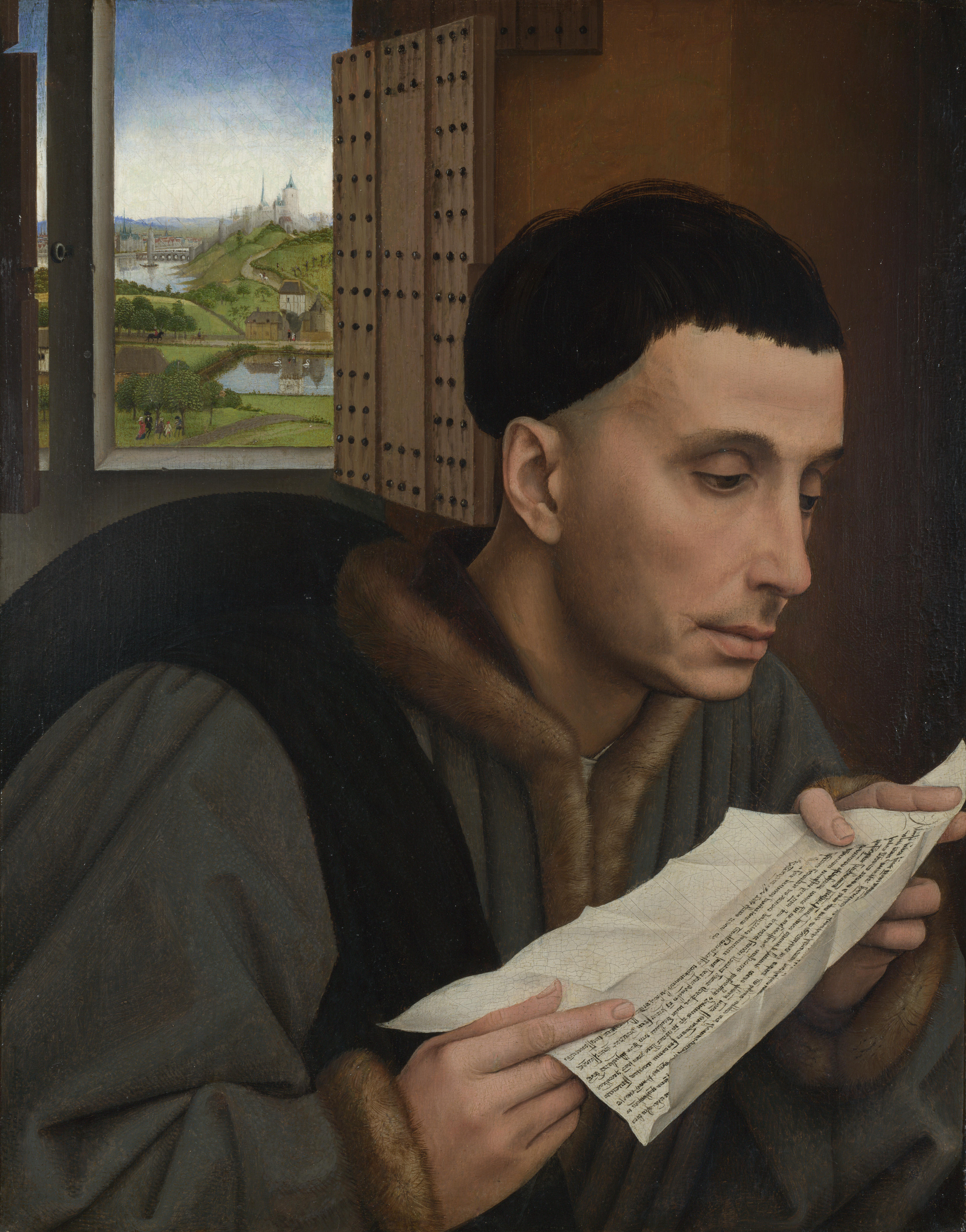
Roger van der Weyden: St. Ivo

Der heilige Ivo Hélory von Kermartin (französisch Yves Hélory de Kermartin, bretonisch Erwan Helouri a Gervarzhin) (* um 17. Oktober 1253 in Minihy-Tréguier (bretonisch Ar Vinic’hi), Bretagne; † 19. Mai 1303 in Louannec) war ein bretonischer Priester und Offizial des Bistums Tréguier. Er gilt in vielen europäischen Ländern als Schutzheiliger der Juristen.

## Leben
Ivo stammte aus einer bretonischen Adelsfamilie. Er studierte Rechtswissenschaft in Paris und kanonisches Recht in Orléans. Seine Studien schloss er jedoch nicht mit einem höheren akademischen Grad ab. Er wurde dann 1280 Richter im Archidiakonat Rennes. Er richtete sich in dieser Zeit im Archidiakonat immer mehr nach der franziskanischen Lebensart. Im Jahr 1284 empfing er dann das Sakrament der Priesterweihe und wurde Offizial des Bischofs von Tréguier. Neben dieser Tätigkeit agierte er unentgeltlich in Rechtsfragen als Advocatus pauperum et miserabilium personarum. 1285 wurde er Pfarrer von Trédrez, Côtes-d’Armor, 1293 Pfarrer von Louannec, wo er auch starb.
1284 ernannte ihn der Bischof von Tréguier zu seinem Offizial. Dieses kirchliche Richteramt, das damals weit ins bürgerliche Leben hineinwirkte, übte er mit Mut und Unbestechlichkeit aus und erwarb sich den Ruf eines „Anwalts der Armen“.

## Verehrung

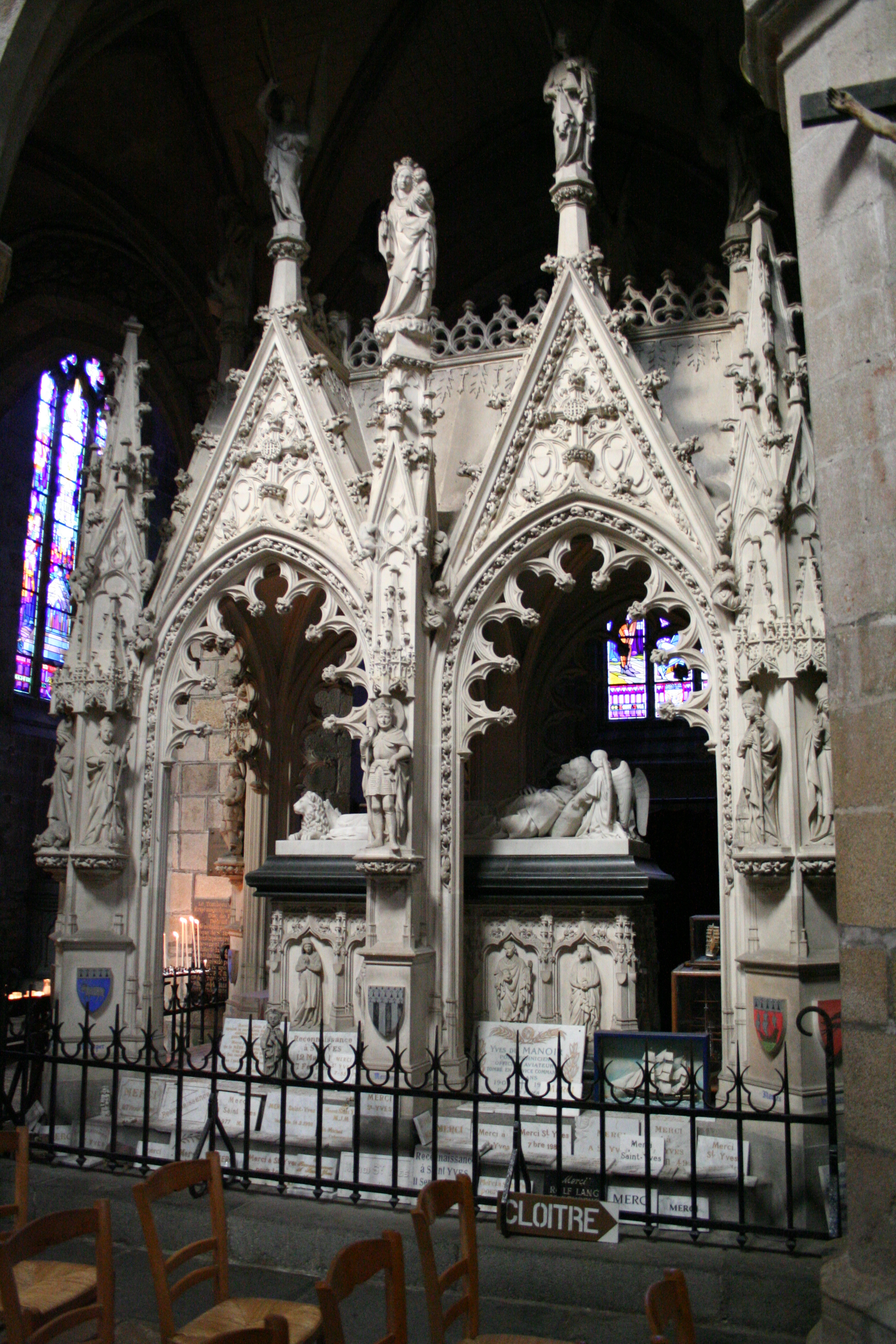
Grabmonument des hl. Ivo in der Kathedrale von Tréguier

Ivo wurde 1347 von Papst Clemens VI. in Avignon heiliggesprochen. Er ist der einzige französische Heilige, der „Monsieur“ genannt wird. Außerdem gilt er heute als bretonischer Nationalheiliger. Sein Patroziniumstag, der 19. Mai, wird als bretonischer Nationalfeiertag Gouel Erwan (frz. Fête de la Saint-Yves) begangen.
Seine Heiligsprechung ist nach Clausdieter Schott auch unter dem Gesichtspunkt des Konfliktes zwischen der Kirche und dem französischen Königtum zu sehen. So gilt der heilige Ivo als Verteidiger der libertas ecclesiae, da er sich einem Gesandten des Königs, der ausgeschickt worden war, Eigentum des Bischofs zu pfänden, widersetzt hatte. Die juristische Betätigung des Heiligen wurde dabei zunächst noch nicht in den Vordergung gestellt. Die Wirkung von Ivos Handeln auf seine Verehrung ging jedoch schnell über die Bedeutung als Verteidiger der libertas ecclesiae hinaus. So wurde der heilige Ivo zur „bretonischen Integrationsfigur“ und ersetzte damit den namensgleichen Landespatron aus dem 7. Jahrhundert. In der Tätigkeit des Heiligen wurde ein „Gerechtigkeitsengagement“ gesehen, was dazu führte, dass er in Frankreich angerufen wurde, wenn man sich in einer rechtlichen Not befand. Unter diesem Aspekt entwickelte sich eine Wallfahrtstradition zu Saint Yves de Vérité. Die dritte Entwicklung war die Verehrung als Patron von Juristen. In Frankreich bildeten sich Confrèries de Saint Yves, die sich verschrieben Armen unentgeltlich in Rechtsangelegenheiten beizustehen.
St. Ivo gilt auch in vielen europäischen Ländern als Schutzheiliger der Juristen. In Deutschland wurde der Heilige nie zu einem allgemein viel verehrten Heiligen, seine Verehrung war auf die akademischen Fakultäten beschränkt. Als wohl erste Fakultät führte die Prager Fakultät Ivo als ihren Patron. Dies geschah bereits einige Zeit nach der Heiligsprechung des Juristen. Auch die anderen Fakultäten des Alten Reiches folgten dieser Praxis und fast alle Fakultäten wählten Ivo als ihren Patron. Viele der Fakultäten nutzen das Antlitz des Heiligen in ihren Siegeln, wie die Universitäten Freiburg i.Br., Wittenberg und Trier. Der Gedenktag des Heiligen wurde dabei meist mit einer Messe, einer Lobrede und einem Festessen begangen. In diesem Kontext wurden auch vielfach der Wechsel im Dekanat begangen. In Trier wurde beispielsweise von 1473 bis 1798 am 19. Mai feierlich der Dekan der juristischen Fakultät gewählt. Durch die Verehrung im akademischen Kontext wurde der Heilige stärker als Gelehrter wahrgenommen. In dieser Wahrnehmung sei aber auch eine Beeinflussung durch den Kult um Ivo von Chartres möglich. Mit dem Aufkommen der Reformation beschränkt sich die Verehrung auf die katholischen Universitäten. Dort endete die Verehrung dann im 18. Jahrhundert. Die Tradition des Siegels wurde jedoch manchmal, so in Freiburg im Breisgau fortgeführt, oder, wie im Fall der Universität Trier, später wieder aufgegriffen. Das am heutigen Trierer Fachbereich Rechtswissenschaft fortgeführte Siegel der alten Jura-Fakultät zeigt St. Ivo als Gelehrten am Bücherpult.
Seit 2016 gilt St. Ivo zumindest informell auch als Schutzpatron der Datenschützer. Der Heilige ziert das Siegel des Katholischen Datenschutzzentrums in Dortmund. Für Witwen oder Waisen trat Ivo Hélory unentgeltlich vor Gericht und bot sich, mitunter auch ungefragt, zu deren Verteidigung an. Er ist Patron der Armen und Waisen.
Rogier van der Weyden malte eine Gestalt, die von vielen für St. Ivo gehalten wird, um 1450. Sein A Man Reading (Saint Ivo?) ist in der National Gallery in London zu sehen.
Das Glasfenster Leben des heiligen Ivo Hélory in Moncontour, Region Bretagne, wurde 1537 geschaffen. Ivos exemplarische Unbestechlichkeit schlägt sich in um 1550 geschaffenen Glasfenstern wie Urteil des Ivo Hélory (Les Iffs) oder Urteil des Ivo Hélory (Plonévez-du-Faou) nieder.
Die Reliquien des heiligen Ivo werden in der Kathedrale von Tréguier zusammen mit denen des heiligen Tugdual in einem vergoldeten Schrein aufbewahrt, den der Pariser Erzbischof Hyacinthe-Louis de Quélen im 19. Jahrhundert stiftete.

## Patrozinien
Kirchen und Kapellen:
- Sant’Ivo alla Sapienza
- Hl.-Ivo-Kapelle der Kollegienkirche (Universitätskirche) Salzburg

In Salzburg ist er für die Rechtswissenschaft mit Thomas von Aquin (Theologie), Lukas Evangelist (Medizin) und Katharina von Alexandrien (Philosophie) allegorisch zusammengestellt.